# Vera Koval
Pour les articles homonymes, voir Koval.
Vera Viacheslavovna Koval (russe : Вера Вячеславовна Коваль), née le 22 octobre 1983 à Briansk, est une judokate russe.

## Palmarès international en judo
| Championnats d'Europe | Championnats d'Europe | Championnats d'Europe |
| --------------------- | --------------------- | --------------------- |
| Année                 | Médaille              | Catégorie             |
| 2009                  | argent                | –63 kg                |
| 2010                  | bronze                | –63 kg                |

## Palmarès international en sumo
| Jeux mondiaux | Jeux mondiaux | Jeux mondiaux |
| Année         | Médaille      | Catégorie     |
| ------------- | ------------- | ------------- |
| 2013          | bronze        | poids légers  |